# 바이올린 협주곡 (하차투리안)
《바이올린 협주곡 라단조》(Violin Concerto in D minor)은 아람 하차투리안이 1940년에 작곡한 작품이다.
그의 민족성이 농후하게 발휘된 작품이다. 민족적 리듬과 동양적인 멜로디로 짜여지는 극적인 관현악법은 한번 들으면 잊히지 않을 만큼 강한 매력을 지니고 있다. 다비드 오이스트라프에게 바쳐졌으며, 초연된 후 많은 바이올리니스트들에게 채택되어, 현대 바이올린 협주곡의 대표작 가운데 하나로 꼽히고 있다.

## 구성
총 3악장으로 되어 있다.
- 1악장: Allegro con fermezza(약 14분)
- 2악장: Andante sostenuto(약 12분)
- 3악장: Allegro vivace(약 9분)

## 악기 편성
- 독주 바이올린
- 목관악기: 피콜로, 플루트2, 오보에2, 잉글리시 호른, 클라리넷(가조)2, 바순2
- 금관악기: 호른(바조)4, 트럼펫(다조)3, 트롬본3, 튜바
- 타악기: 팀파니, 심벌즈, 탬버린, 큰북
- 현악기: 현악 5부, 하프